# Dicionário Marvel
Dicionário Marvel é um mini-dicionário enciclopédico sobre o Universo Marvel criada por Jotapê Martins na Editora Abril durante os anos 80.

## História
Em 1979, a Editora Abril conseguiu a licença para publicar alguns personagens da Marvel Comics, enquanto a RGE ainda publicava Homem-Aranha, Incrível Hulk e X-Men, a Abril  lança duas revistas em quadrinhos com os demais personagens que não interessavam a RGE, Capitão América e Heróis da TV (um mix com publicações de épocas diferentes da Editora), em 1983, passou a ter a licença dos demais título.
A Editora Abril resolve lançar o Dicionário Marvel como forma de explicar os ínumeros personagens do Universo Marvel, antes de 1983, os personagens da Marvel não eram publicados pela mesma editora no Brasil, o que causava bastante confusão ao leitores, já que cada editora colocava o nome que bem entendesse.

## Publicação

Mapa da Wakanda, um país fictício existente no Universo Marvel.

De Agosto de 1983 a Setembro de 1985, a Editora Abril publicou uma folha por vez do Dicionário (de forma semelhante a fascículos) nas revistas Heróis da TV, Capitão América, Superaventuras Marvel, Incrível Hulk e Homem-Aranha num total de 258 páginas e 640 verbetes (uma revista veio com 2 folhas).
A EBAL já havia tentado algo parecido nos anos 70 com o "Cartão de Identidade dos Heróis", esses cartões possuíam a biografia de personagens de várias editoras e eram publicados na última página de seus Almanaques.
O Dicionário nunca teve uma encadernação oficial, foi prometido pela Editora Abril uma capa e revisões de possíveis erros da publicação (caso houvesse republicação) porém, nada mais foi lançado. As folhas continham o nome de todas as personagens criadas pela Marvel desde 1961 (incluindo até personagens licenciados que não pertenciam a Marvel como Conan, Fu Manchu e Rom), uma curta biografia (algumas mais extensas como a do Homem-Aranha), uma imagem do rosto do personagem, o nome dos criadores a data da primeira aparição.
O Dicionário também continha verbetes sobre lugares (bases secretas por exemplo), organizações, elementos químicos, armas  existentes apenas no Universo Marvel.
Enquanto estava sendo publicado o Dicionário, a Marvel publicou no Estados Unidos da América o Official Handbook of the Marvel Universe que passou a ser fonte de pesquisa para novos verbetes do Dicionário.
Atualmente é possível achar scans do Dicionário completo para download.
Em 2007, a Marvel publicou o "Marvel Atlas" (bastante similar ao Almanaque Abril), um guia mais contendo mapas e informações gerais dos lugares do Universo Marvel.
Em 2012, a Panini lança a Coleção de Miniaturas Marvel, publicada em parceria com a Eaglemoss, as miniaturas são publicadas com fascículos contendo 20 páginas de informação sobre o personagem em questão, logo em seguida, para os que optarem por assinatura, a editora fornece um fichário para guardar os fascículos, no Reino Unido, a coleção passou de 200 miniaturas, no ano seguinte, a editora assume as vendas (embora a Panini tenha continuado com tradução e adaptação dos fascículos) e lança uma coleção nos mesmos moldes para os personagens da DC Comics.